# 编目
在图书馆信息学中，编目是指创建代表图书、录音、动态图像等信息资源的元数据的过程。编目提供了諸如作品作者姓名、作品名稱等信息。卡片目錄的製作離不開編目。自20世纪70年代以来，編目產生的元数据開始以机器可读的形式出现，并被信息检索数据库或搜索引擎等工具编入索引。